# 15 Batalion Wsparcia Brygady (USA)

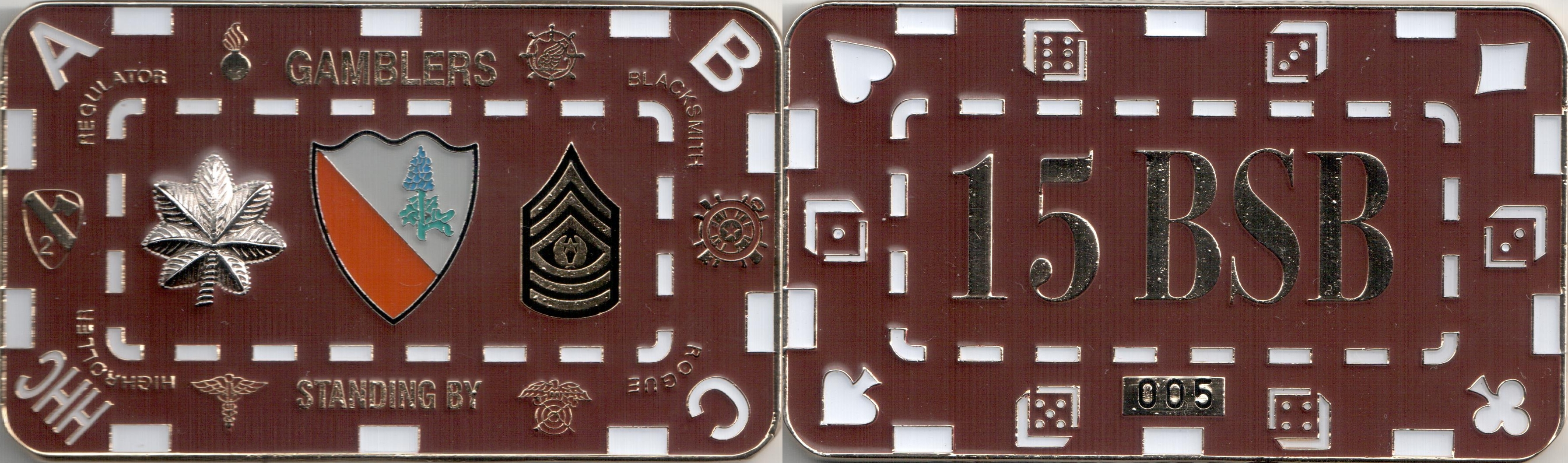
Challenge coin „Gamblers”

15 Batalion Wsparcia Brygady (ang. 15th Brigade Support Battalion „Gamblers”) – batalion wsparcia Armii Stanów Zjednoczonych, aktualnie przydzielony do 2 Pancernej Brygadowej Grupy Bojowej „Black Jack Brigade” 1 Dywizji Kawalerii (2nd Armored Brigade Combat Team, 1st Cavalry Division).
Jednostka brała udział w działaniach II wojny światowej, wojny koreańskiej, wojny w Wietnamie, wojny w Zatoce Perskiej (operacje Pustynna Tarcza i Pustynna Burza), Wojny Bośniackiej (w ramach rotacji SFOR 5), wojny w Iraku (operacja Iraqi Freedom), wojnie w Afganistanie (operacja Enduring Freedom) oraz pomocy poszkodowanym po huraganie Katrina.
Misją 15. Batalionu Wsparcia Brygady jest operowanie na dowolnym teatrze działań wojennych, przeprowadzanie operacji logistycznych wspierających 2. Pancerną Brygadową Grupę Bojową 1. Dywizji Kawalerii i przygotowanie się do przyszłych operacji.
15 batalion wsparcia jest jednym z najbardziej odznaczonych aktywnych batalionów wsparcia w armii amerykańskiej.

## Historia

### Początki
Korzenie 15. Batalionu Wsparcia sięgają do 23 marca 1925, kiedy to jego poprzednik 1st Medical Squadron, został utworzony w regularnej armii Stanów Zjednoczonych i przydzielony do 1. Dywizji Kawalerii. 1 czerwca 1926 r. jednostka została zorganizowana i uruchomiona w Fort Bliss w Teksasie. Wyróżniające się insygnia, godło i motto „Standing By” zostały przyjęte w lipcu 1928 roku.

### II wojna światowa, Pacyfik 1941-1945
W lutym 1943 1. Dywizja Kawalerii została powiadomiona o przydzieleniu jej zadań za granicą jako jednostka spieszona i o tym, że zostanie przetransportowana w rejon południowo-zachodniego Pacyfiku jako dywizja piechoty. W połowie czerwca 1943 ostatnie oddziały dywizji opuściły Fort Bliss w Teksasie i przeniosły się do Camp Stoneman w Kalifornii, a później 3 lipca weszły na pokłady SS Monterey i SS George Washington kierując się do Australii i na południowo-zachodni Pacyfik.
26 lipca, trzy tygodnie później, dywizja przybyła do Brisbane i rozpoczęła piętnastomilowy marsz do nowego tymczasowego miejsca dyslokacji, Camp Strathpine w stanie Queensland w Australii. Dywizja przez sześć miesięcy prowadziła intensywne treningi bojowe w dżungli w Camp Strathpine, w dzikiej scenerii Queensland i ćwiczenia morskie w pobliskiej zatoce Moreton Bay. W styczniu 1944 Dywizja otrzymała rozkaz opuszczenia Australii i popłynięcia do Zatoki Oro w Nowej Gwinei. Po okresie aklimatyzacji w Nowej Gwinei nadszedł czas pierwszego chrztu bojowego 1. Dywizji Kawalerii.
27 lutego grupa zadaniowa „Brewer”, składająca się z 1026 żołnierzy pod dowództwem generała brygady Williama C. Chase'a wyruszyła z Przylądka Sudest. Ich celem była odległa, okupowana przez Japonię wyspa Los Negros w archipelagu Wysp Admiralicji, gdzie mieli przeprowadzić rekonesans sił i jeśli to możliwe, przejąć lotnisko Momote i zabezpieczyć przyczółek dla posiłków, które miały nadejść.
18 maja 1944 kampania na Wyspach Admiralicji oficjalnie się zakończyła. Siły japońskie poniosły straty 3317 zabitych. Straty 1. Dywizji Kawalerii wyniosły 290 zabitych, 977 rannych i 4 zaginionych w akcji.
Kolejną operacją 1. Dywizji Kawalerii były walki na wyspie Leyte na Filipinach w Dniu Kolumba 12 października 1944 w ramach operacji „KING II”. 20 października siły inwazyjne zbliżały się do wschodnich wybrzeży Leyte. Dywizja walczyła przeciwko japońskim fortyfikacjom. Po wyeliminowaniu ostatniej twierdzy Leyte, Dywizja przeniosła się na Luzon, główną wyspę Filipin. Walki o Leyte były największą kampanią wojny na Pacyfiku.
1st Medical Squadron stale był zaangażowany w działania bojowe do lutego 1945. Jako część grupy zadaniowej ds. uzbrojenia, będącej elementem kolumny ratunkowej, 3 lutego przekroczył granice miasta i przejął Manilę. Do 3 marca toczył się bój, który miał na celu wyzwolenie okupowanej przez Japończyków stolicy Filipin. Prawie miesięczne zmagania zakończyły niemal trzyletnią japońską okupację miasta, tym samym kończąc walki na Filipinach. Za służbę podczas II wojny światowej jednostka otrzymała cztery campaign streamers i trzy wyróżnienia Meritorious Unit Commendations.
8 września 1945 o godz. 8:00 Dywizja dostąpiła zaszczytu wprowadzenia alianckiej armii okupacyjnej do Tokio.
25 marca 1949 1st Medical Squadron został przekształcony w 15. batalion medyczny. 1. Dywizja wraz z 15. batalionem medycznym w swoich szeregach w ciągu następnych 18 miesięcy walczyła w siedmiu kampaniach.

### Wojna koreańska, 1950–1952
18 lipca 1950 1 Dywizja została skierowana do Korei. Początkowo planowano lądowanie desantowe w Inczon, jednak została przekierowana na południowo-wschodnie wybrzeże Korei do Pohang, 25 mil od pozycji Koreańczyków z północy. Elementy 1. Dywizji Kawalerii wylądowały na brzegu. Był to pierwszy desant lądowy w wojnie koreańskiej. 23 lipca przeszli chrzest bojowy dostawszy się pod ciężki ostrzał artyleryjski i ostrzał moździerzowy z umocnionych pozycji piechoty północnokoreańskiej. Pohang dalej się bronił, a dzięki dodatkowym posiłkom stał się miejscem postoju i magazynem zapasów żołnierzy ONZ z całego świata.
19 października żołnierze 1 Dywizji wjechali do Pjongjangu, zdobywając stolicę Korei Północnej.

### Wojna wietnamska 1965-1971
12 września 1965 15. batalion medyczny został skierowany do Republiki Wietnamu, gdzie brał udział w akcjach: w Happy Valley, Bình Định, Ia Đrăng Valley, Pleiku, Kon Tum, Bong Song, An Lộc, Plei Me, Yut Hoa, A Sầu Valley, Huế, Khe Sanh, Quảng Trị, Tây Ninh, Quần Lợi, Sông Bé, Biên Hòa, Lee Ninh i Phước Vĩnh. W każdym obszarze działania żołnierze batalionu koncentrowali się na ich najważniejszym zadaniu polegającym na ratowaniu, udzielaniu pomocy w terenie, ewakuacji rannych oraz zapewnianiu odpowiednich usług medycznych w szpitalach polowych i bazowych.
Misja ta zakończyła się 29 kwietnia 1971. Batalion wraz z dowództwem wsparcia Dywizji wyjechał z Wietnamu do Fort Hood w Teksasie.

### Historia najnowsza
28 września 1976 zmieniono motto na „Service Above Self”. Zadania batalionu, już jako 15th Forward Support Battalion zostały zmodyfikowane w kierunku wsparcia logistycznego 2nd Brigade Combat Team. W tym celu w batalionie utworzono 3 kompanie. W skład kompanii dowodzenia (HHC) wchodziło dowództwo i personel sztabu batalionu, kompania A to personel żywnościowy i sekcja wsparcia operacyjnego. Dodatkowo prowadziła zaopatrzenie w paliwo, żywność i ogólne wsparcie 2 ABCT. Kompania B była kompanią remontową przeprowadzającą obsługę i naprawę sprzętu 2 Brygady. Kompania miała możliwość naprawy sprzętu gąsienicowego i kołowego, sprzętu inżynieryjnego, przeciwpożarowego i wieżyczek czołgowych. Ponadto sekcja serwisu i odzyskiwania zapewniała wsparcie w zakresie obróbki metali i wsparcie w zakresie odzyskiwania pojazdów. Prowadziła również magazyn części zamiennych do napraw. Kompania C była kompanią medyczną, której zadaniem było leczenie, hospitalizowanie i ewakuacja żołnierzy Brygady z pola walki.
15 września 1985 batalion dezaktywowano w Fort Hood w Teksasie.
1 maja 1987 batalion został przekształcony i przeprojektowany jako 15. batalion wsparcia (Forward) i aktywowany w Fort Hood jako element 1. Dywizji Kawalerii.

#### Operacja Desert Shield
W sierpniu 1990 1. Dywizja Kawalerii została rozmieszczona w Azji Południowo-Zachodniej, w ramach wspólnych sił biorących udział w operacji Desert Shield, w celu obrony Arabii Saudyjskiej przed potencjalnym atakiem Iraku. W październiku 1990 15 Batalion Wsparcia został dyslokowany w celu wsparcia operacji Pustynna Tarcza i zapewnienia wsparcia logistycznego żołnierzom 2. Brygady. Kluczowym zadaniem 15 BSB było dostarczenie zapasów paliwa i amunicji Brygadzie podczas jej udanego przejścia 300 km w ciągu 24 godzin do południowego Iraku w celu odcięcia i zatrzymania Gwardii Republikańskiej. 20 października 1991 batalion udzielił istotnego wsparcia logistycznego 2. Brygadzie podczas jej pierwszego naziemnego uderzenia w Iraku, podczas operacji „Knight Strike” w dolinie Wadi al-Batin. Pustynna burza zakończyła się w kwietniu 1991. Dywizja bezpiecznie sprowadziła wszystkich swoich żołnierzy do Fort Hood w Teksasie.

#### Operacja Intrinsic Action
W sierpniu 1995 Batalion ponownie rozmieszczono w Kuwejcie z 48-godzinnym wyprzedzeniem operacji „Intrinsic Action” w odpowiedzi na agresywne działania Iraku. Batalion powrócił do Fort Hood po zapewnieniu pomocy bojowej Brygadzie „Black Jack”.

#### Operacja Enduring Freedom
W listopadzie 2001 w bezpośredniej reakcji na ataki terrorystyczne na Stany Zjednoczone, batalion jako część grupy zadaniowej 2 Brygady rozmieszczony został w północno-zachodnim Kuwejcie podczas operacji Enduring Freedom, gdzie przez sześć miesięcy zapewniał Brygadzie wszechstronne wsparcie logistyczne przy granicy z Irakiem.

#### Operacja Iraqi Freedom
W styczniu 2004 batalion został rozmieszczony w Iraku w celu wsparcia operacji Iraqi Freedom. Przez 14 miesięcy batalion prowadził wsparcie bojowe, medyczne, operacje cywilno-wojskowe oraz operacje bojowe w Bagdadzie, An-Nadżaf, Al-Falludża i w północnym Babilonie.
15 lipca 2005 w ramach transformacji w nową strukturę sił modułowych armii amerykańskiej, dowództwo wsparcia dywizji (DISCOM) zostało dezaktywowane, a z nim 15 batalion. Jednostka została zreorganizowana, przeprojektowana i reaktywowana wraz z 5 dodatkowymi kompaniami jako 15. Batalion Wsparcia Brygady i przydzielona do podobnie zreorganizowanej i przeprojektowanej 2 Brygady 1 Dywizji Kawalerii.
W 2005 Batalion powrócił do swojego pierwszego historycznego motto „Standing By”.

#### Huragan Katrina
We wrześniu 2005 batalion rozlokował się w Nowym Orleanie wspierając działania humanitarne związane z huraganem Katrina. Podczas operacji Southern Bell batalion wspierał 2 ABCT z Algiers Naval Base, zapewniając żywność, wodę, paliwo, obsługę techniczną i opiekę medyczną.

#### Operacja Iraqi Freedom #2
W październiku 2006 batalion ponownie dyslokował się w Bagdadzie, wspierając po raz drugi operację Iraqi Freedom, gdzie ponownie wyróżnił się na ulicach Bagdadu w ciągu kolejnych 15 miesięcy służby.
W styczniu 2009 Gamblers rozmieszczeni zostali w Kirkuku w Iraku w celu wsparcia 2. Brygady. Podczas całorocznej misji batalion zapewniał brygadzie ciągłe zaopatrzenie. Dodatkowo batalion pełnił rolę nie doktrynalną, zapewniając bezpieczną eskortę naziemną Zespołowi Odbudowy Prowincji (PRT – Provincial Reconstruction Team), będącemu jednostką wprowadzoną przez rząd Stanów Zjednoczonych, składającą się z oficerów, dyplomatów i ekspertów w dziedzinie rekonstrukcji, pracujących na rzecz odbudowy kraju.

#### Operacja New Dawn
W maju 2011 15. BSB został rozmieszczony w Iraku w celu wsparcia 2. Brygady podczas operacji New Dawn. Batalion odegrał kluczową rolę w staraniach Brygady o przeniesienie kontroli nad prowincjami Salah ad-Din i Dijala z powrotem przez rząd Iraku.
Batalion został wycofany z Iraku w listopadzie 2011.

#### Korea
W 2015 batalion wraz z resztą 2 Brygady dyslokował się w Korei Południowej, przez dziewięć miesięcy chroniąc sojusznika wzdłuż DMZ.

#### Operacja Atlantic Resolve
Na przełomie lat 2019 i 2020 oraz w roku 2023 batalion, jako rotacyjna zmiana w ramach operacji Atlantic Resolve stacjonował w Skwierzynie.

## Kampanie i wyróżnienia
| Wojna                               | Campaign streamer | Uwagi |
| ----------------------------------- | ----------------- | --- |
| II wojna światowa Wojna na Pacyfiku |                   | Nowa Gwinea Archipelag Bismarcka grot Leyte grot Luzon |
| Wojna koreańska                     |                   | Defensywa ONZ Ofensywa ONZ Interwencja CCF Pierwsza kontrofensywa ONZ Wiosenna ofensywa CCF Ofensywa lato-jesień ONZ Druga koreańska zima |
| Wojna wietnamska                    |                   | Obrona Kontrofensywa Kontrofensywa, faza II Kontrofensywa, faza III Kontrofensywa Tết Kontrofensywa, faza IV Kontrofensywa, faza V Kontrofensywa, faza VI Tết 69 / Kontrofensywa Lato-jesień 1969 Zima-wiosna 1970 Sanctuary CounterOffensive Kontrofensywa VII |
| Azja południowo-zachodnia           |                   | Obrona Arabii Saudyjskiej Wyzwolenie i obrona Kuwejtu Wstrzymanie ognia |

- Presidential Unit Citation (Army)
  - haftowana wstęga TAEGU (6 września 1951)
  - haftowana wstęga YONCHON KOREA (3-12 października 1951)
  - haftowana wstęga PLEIKU PROVINCE (23 października – 26 listopada 1965)
- Valorous Unit Award
  - haftowana wstęga QUANG TIN PROVINCE (1–31 października 1967)
  - haftowana wstęga VIETNAM 1969 (11–12 sierpnia 1969)
  - haftowana wstęga (11–12 sierpnia 1969)
  - haftowana wstęga (1 maja 1970)
  - haftowana wstęga FISH HOOK (1 maja – 29 czerwca 1970)
- Meritorious Unit Commendation (Army)
  - haftowana wstęga PACIFIC THEATER 1944
  - haftowana wstęga PACIFIC THEATER 1944-1945
  - haftowana wstęga KOREA (18 lipca 1950 – 31 stycznia 1951)
  - haftowana wstęga KOREA (22 lipca 1950 – 15 lutego 1951)
  - haftowana wstęga VIETNAM 1967-1968 (1 czerwca 1967 – 31 maja 1968)
  - haftowana wstęga VIETNAM 1968-1969 (1 czerwca 1968 – 30 listopada 1969)
  - haftowana wstęga VIETNAM 1970-1971 (1 maja 1970 – 31 stycznia 1971)
  - haftowana wstęga SOUTHWEST ASIA (12 października 1990 – 21 kwietnia 1991)
- Philippine Presidential Unit Citation
  - haftowana wstęga 17 OCTOBER 1944 – 4 JULY 1945
- Republic of Korea Presidential Unit Citation
  - haftowana wstęga WAEGWAN-TAEGU
- grecki Krzyż Męstwa
  - haftowana wstęga KOREA
- wietnamski Krzyż Waleczności z palmą
  - haftowana wstęga VIETNAM 1965-1969
  - haftowana wstęga VIETNAM 1969-1970
  - haftowana wstęga VIETNAM 1970-1971
- wietnamski Civil Actions Medal I klasy
  - haftowana wstęga VIETNAM 1969-1970[15]

## Pododdziały
- HHC (Headquarters and Headquarters Company) – dowództwo i kompania dowodzenia
- Company A – kompania transportowa i zaopatrzenia
- Company B – kompania remontowa
- Company C – kompania medyczna
- Company D – kompania wsparcia 4th Squadron, 9th Cavalry Regiment (4-9 CAV „Darkhorse”)
- Company E – kompania wsparcia 8th Brigade Engineer Battalion (8 BEB „Spartans”)
- Company F – kompania wsparcia 3rd Battalion, 82 Field Artillery Regiment (3-82 FA)[16]
- Company G – kompania wsparcia 1st Battalion, 5th Cavalry Regiment (1-5 CAV „Black Knights”)
- Company H – kompania wsparcia 1st Battalion, 8th Cavalry Regiment (1-8 CAV „Jumping Mustangs”)
- Company J – kompania wsparcia 1st Battalion, 9th Cavalry Regiment (1-9 CAV „Headhunters”)[17]